# 가타기리 아쓰시
가타기리 아쓰시(일본어: 片桐 淳至, 1983년 8월 1일 ~ )는 일본의 전 축구 선수이다.

## 구단 경력
과거 나고야 그램퍼스 에이트, 로사리오 센트랄, 킬메스, FC 기후, 방포레 고후, MIO 비와코 시가에서 활동하였다.